# One Last Kiss
One Last Kiss is een liedje geschreven door Lee Adams en Charles Strouse. Het speelt een belangrijke rol in het verhaal van de musical en film Bye Bye Birdie. In het verhaal heeft het personage Albert Peterson het nummer geschreven in de hoop dat het personage Conrad Birdie het tijdens de Ed Sullivan Show gaat zingen en vervolgens Kim McAfee een laatste kus geeft voordat hij het leger in gaat. 
In de oorspronkelijke Broadwaymusical werd dit liedje gezongen door Dick Gautier (als Conrad Birdie). In de filmversie werd het gezongen door Jesse Pearson (als Conrad Birdie). In de filmversie werd het in twee scėnes gezongen, maar in beide scėnes werd het lied niet afgemaakt. In de ene scėne zit Birdie het liedje in een gymzaal te oefenen voor de Ed Sullivan Show, maar wordt tijdens het zingen opgeroepen het later te oefenen. In de tweede scėne zingt Conrad Birdie het liedje tijdens de Ed Sullivan Show, maar wordt tijdens het zingen bewusteloos geslagen door Hugo Peabody, het jaloerse vriendje van Kim McAfee. Op het soundtrackalbum van de film is wel een volledige versie van het nummer te horen, gezongen door Jesse Pearson.
One Last Kiss is gecoverd door Bobby Vee, die het in 1960 als single uitbracht.